# Harvey (namn)
Harvey är ett namn med engelskt ursprung. Det används bland både som för- och efternamn.

## Harvey som efternamn
Harvey har burits som efternamn av bland andra:
- Aiden Harvey (född 1998), australisk fotbollsspelare
- Alex Harvey, flera personer
- Alex Harvey (musiker) (1935–1982), skotsk rockmusiker
- Alex Harvey (skidåkare) (född 1988), kanadensisk länfdåkare
- Antje Harvey (född 1967), tysk skidskytt
- Antonio Harvey (född 1970), amerikansk basketspelare

- Benjamin Harvey Hill (1823–1882), amerikansk politiker, senator för Georgia i Amerikas konfedrererade stater

- Colin Harvey (född 1944), engelsk fotbollsspelare och tränare

- David Harvey, flera personer
  - David Harvey (fotbollsspelare) (född 1948), engelsk fotbollsspelare
  - David Harvey (geograf) (född 1935), brittisk marxistisk geograf
- Doug Harvey (1924–1989), kanadensisk ishockeyspelare

- Francis Harvey (1873–1916), brittisk soldat

- Gabriel Harvey (omkring 1545–1630), engelsk författare

- James M. Harvey (1833–1894), amerikansk politiker, republikan, guvernör och senator för Kansas
- James Michael Harvey (född 1949), amerikansk kardinal och ärkebiskop
- John Harvey (född 1938), brittisk kriminalförfattare

- Laurence Harvey (1928–1973), brittisk skådespelare
- Louis P. Harvey (1820–1862), amerikansk politiker, republikan, guvernör i Wisconsin

- Mick Harvey(född 1958), australisk musiker

- Paul Harvey (1882–1955), amerikansk skådespelare
- Pierre Harvey (född 1957), kanadensisk tävlingscyklist och längdskidåkare
- PJ Harvey (född 1969), brittisk sångerska

- Richard Harvey (född 1953), brittisk filmmusikkompositör

- Steve Harvey (född 1957), amerikansk komiker

- Tim Harvey (född 1961), brittisk racerförare
- Tye Harvey (född 1974), amerikansk stavhoppare

- William Harvey (1578–1657), engelsk läkare och anatom
- William Henry Harvey (1811–1866), irländsk botaniker
- William Harvey (präst) (1810–1883), brittisk präst och akademiker
- Wilson Godfrey Harvey (1866–1932), amerikansk politiker, demokrat, guvernör i South Carolina

## Harvey som förnamn
Harvey används som manligt förnamn, av till exempel:
- Harvey Fierstein, amerikansk skådespelare
- Harvey Glance, amerikansk friidrottare
- Harvey Keitel, amerikansk skådespelare
- Harvey Korman, amerikansk skådespelare
- Harvey Logan, amerikansk kriminell
- Harvey Milk, amerikansk politiker
- Harvey Parnell, amerikansk politiker
- Harvey Weinstein, amerikansk filmproducent
- Harvey Washington Wiley, amerikansk forskare
- Harvey Wollman, amerikansk politiker